# Lill-Harrtjärnen
Lill-Harrtjärnen är en sjö i Härjedalens kommun i Härjedalen och ingår i Ljusnans huvudavrinningsområde. Sjön har en area på 0,142 kvadratkilometer och ligger 767,4 meter över havet.

## Delavrinningsområde
Lill-Harrtjärnen ingår i det delavrinningsområde (691616-136139) som SMHI kallar för Utloppet av Lill-Harrtjärnen. Medelhöjden är 785 meter över havet och ytan är 1,39 kvadratkilometer. Det finns inga avrinningsområden uppströms utan avrinningsområdet är högsta punkten. Vattendraget som avvattnar avrinningsområdet har biflödesordning 4, vilket innebär att vattnet flödar genom totalt 4 vattendrag innan det når havet efter 336 kilometer. Avrinningsområdet består mestadels av skog (81 procent). Avrinningsområdet har 0,14 kvadratkilometer vattenytor vilket ger det en sjöprocent på 10,1 procent.